# ميغيل هيرنانديز (محطة مترو أنفاق مدريد)
ميغيل هيرنانديز (بالإسبانية: Miguel Hernández)‏ هي محطة مترو أنفاق في مدريد في إسبانيا، تقع على الخط رقم 1.